# Alkyn

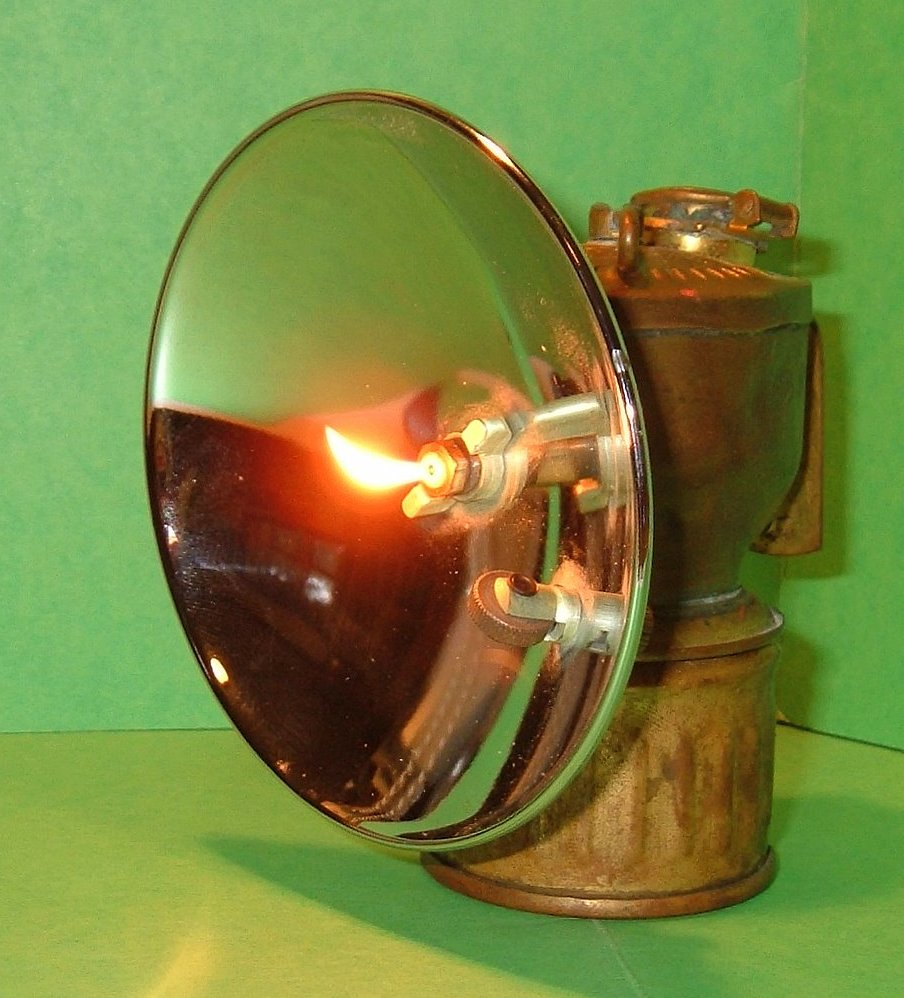
Đèn khí acetylen (tiếng Anh: carbide lamp) là một loại đèn được thắp bởi ngọn lửa từ phản ứng cháy của acetylen với khí oxy, trong đó acetylen được sinh ra từ phản ứng giữa đất đèn (thành phần chính là calci carbide, CaC_{2}) với nước.

Trong hóa học hữu cơ, alkyn (tiếng Anh: alkyne /ˈæl.kaɪn/) là một hydrocarbon không no có chứa liên kết ba giữa các nguyên tử carbon (C{\displaystyle \equiv }C). Một số alkyn tiêu biểu acetylen (CH{\displaystyle \equiv }CH), propyn (CH{\displaystyle \equiv }C-CH3), but-1-yn (CH{\displaystyle \equiv }C-CH2CH3)... tạo thành dãy đồng đẳng alkyn với công thức tổng quát CnH2n-2 (n {\displaystyle \geq } 2).

## Khái quát chung

### Dãy đồng đẳng và danh pháp của alkyn có một liên kết ba
Dãy đồng đẳng của alkyn bao gồm acetylen, propyn, but-1-yn, but-2-yn... với công thức tổng quát như đã đề cập ở trên. Tên thông thường của alkyn là tên gốc của hydrocarbon kết hợp với hậu tố "acetylen). Thí dụ: CH{\displaystyle \equiv }CH (acetylen), CH3C{\displaystyle \equiv }CH (methylacetylen), CH3C{\displaystyle \equiv }CCH2CH3 (ethylmethylacetylen), v.v..

Ngoài ra, tên của alkyn còn được xác định bởi danh pháp thay thế (theo quy ước của IUPAC) như sau: tên của alkyn xuất phát từ tên của alkan tương ứng (gốc alkyl) chỉ đổi hậu tố -an thành -yn và có thêm số chỉ vị trí của liên kết ba (ở giữa gốc alkyl và hậu tố -yn, gốc alkyl-số chỉ vị trí-yn) khi cần thiết. Ví dụ: CH{\displaystyle \equiv }CH (ethyn), CH{\displaystyle \equiv }C-CH3 là propyn, CH{\displaystyle \equiv }CCH2CH3 (but-1-yn), CH3C{\displaystyle \equiv }CCH3 (but-2-yn)... Sở dĩ thêm số chỉ vị trí vì but-1-yn và but-2-yn là hai chất khác nhau (hai chất đồng phân vị trí liên kết bội của nhau) có tính chất khác nhau hoàn toàn như but-1-yn có thể tham gia phản ứng thế với AgNO3 trong môi trường NH3 trong khi but-2-yn thì không.

Công thức cấu tạo của phân tử (trừ trên xuống): acetylen, but-1-yn, but-2-yn, công thức tổng quát của alk-1-yn.

### Đồng phân
Hai hợp chất alkyn đầu dãy là C2H2 (acetylen) và C3H4 (propyn) không có đồng phân. Các alkyn từ C4H6 trở lên có đồng phân vị trí liên kết ba và từ C5H8 có thêm cả đồng phân mạch carbon (tương tự alken).
Ví dụ minh họa cho đồng phân vị trí liên kết bội: but-1-yn và but-2-yn là hai đồng phân vị trí liên kết ba của nhau trong đó ở but-1-yn (CH{\displaystyle \equiv }C-CH2CH3) thì vị trí liên kết ba nằm giữa carbon thứ nhất và carbon thứ hai, còn but-2-yn (CH3-C{\displaystyle \equiv }C-CH3) vị trí liên kết ba nằm giữa carbon thứ hai và carbon thứ ba.
Ví dụ minh họa cho đồng phân mạch carbon: pent-1-yn (CH{\displaystyle \equiv }C-CH2CH2CH3) và 3-methylbut-1-yn (CH{\displaystyle \equiv }C-CH(CH3)-CH3), cả hai chất này đều có vị trí liên kết ba giữa nguyên tử carbon 1 và 2 của mạch chính, trong khi đó mạch của pen-1-yn là mạch thẳng còn mạch của 3-methylbut-1-yn là mạch nhánh (với nhánh ở vị trí carbon số 3).
Không giống như alken, alkyn không có đồng phân hình học (cis-trans). Ngoài ra, alkyn cũng không có đồng phân loại nhóm chức, đồng phân vị trí nhóm chức hay thậm chí cũng không có đồng phân quang học.

### Cấu hình không gian và liên kết ba

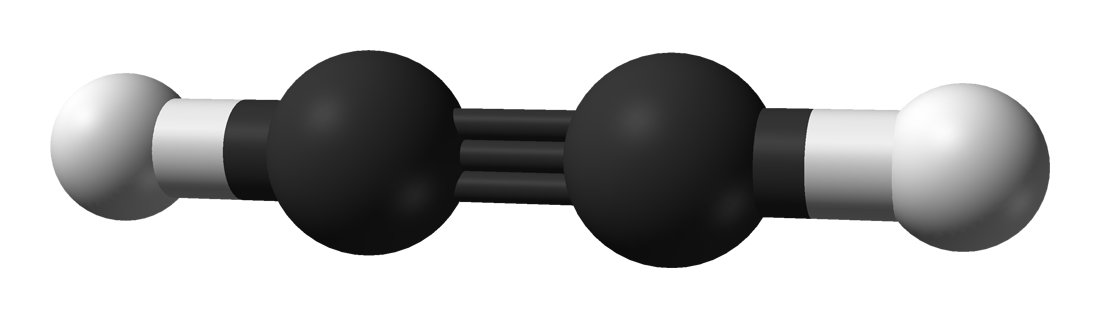
Mô hình phân tử (mô hình rỗng) biểu diễn cấu trúc không gian của acetylen (HCCH) với hydro là quả cầu trắng còn carbon là quả cầu đen. Ta thấy, các nguyên tử thẳng hàng với nhau.

Trong phân tử acetylen, góc hóa trị H-C{\displaystyle \equiv }C là 180o. Do đó khi nhìn trực diện, các phân tử alkyn có dạng thẳng chứ không gấp khúc như của alkan. Hệ quả là alkyn vòng rất hiếm xuất hiện.
Chiều dài của liên kết ba C{\displaystyle \equiv }C khoảng 121 picomet ngắn hơn so với C=C trong alken (khoảng 134 pm) và C-C trong alkan (153 pm). Liên kết ba khá mạnh với năng lượng liên kết là 839 kJ/mol trong đó liên kết sigma (σ) là 369 kJ/mol, liên kết pi (π) thứ nhất chiếm 268 kJ/mol, liên kết pi thứ hai là 202 kJ/mol. Theo thuyết liên kết hóa trị, trong liên kết C1{\displaystyle \equiv }C2, một orbital lai hóa sp của nguyên tử carbon số 1 sẽ xen phủ với một orbital lai hóa của nguyên tử carbon số 2 tạo một liên kết sigma (ở giữa), orbital lai hóa sp còn lai của cả C1, C2 tham gia hình thành liên kết sigma với nguyên tử khác như carbon, hydro. Còn lại hai orbital chưa lai hóa 2p của C1 có trục thẳng góc với nhau và cùng thẳng góc với trục chung của hai orbital lai hóa sp, dùng để xen phủ bên với orbital 2p chưa lai hóa của C2 tạo ra hai liên kết pi. Như vậy, trong liên kết ba C{\displaystyle \equiv }C của alkyn, có một liên kết sigma (bền) nằm giữa hai hai liên kết pi (yếu).

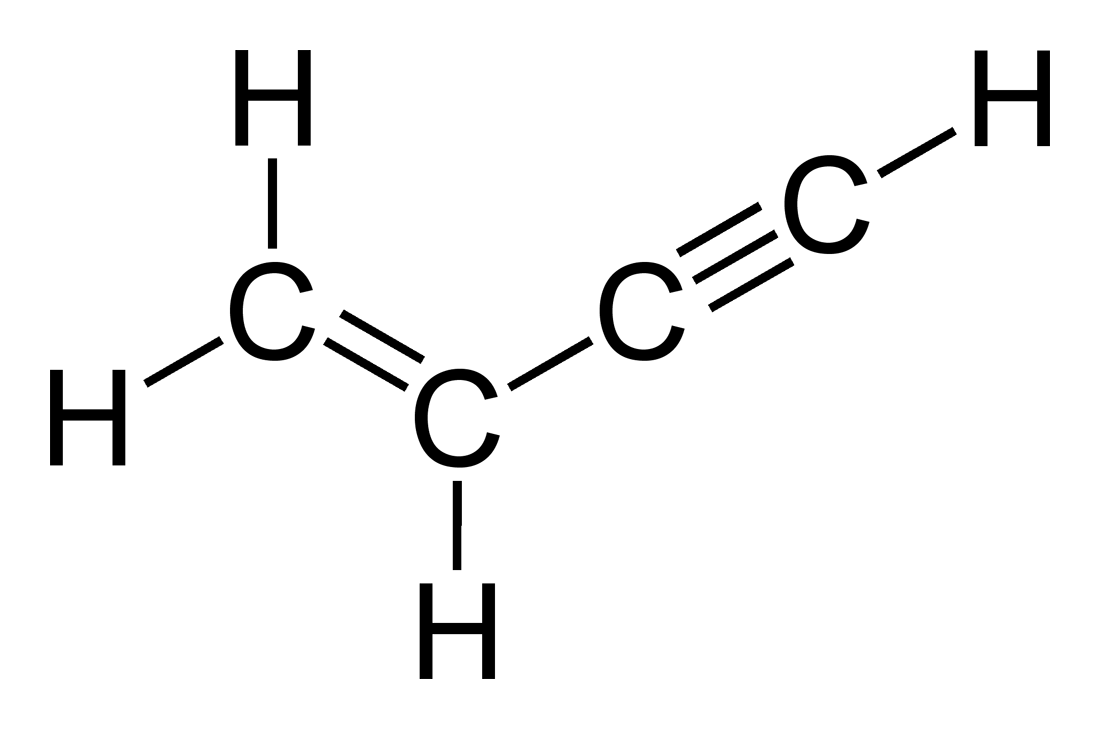
Công thức cấu tạo (dạng khai triển) của vinylacetylen

### Alkyn có nhiều liên kết bội
Alkyn có thể có nhiều liên kết ba trong phân tử, khi đó để gọi tên hợp chất, ta chỉ cần thay hậu tố -yn thành -adiyn, -atriyn... Ví dụ: CH{\displaystyle \equiv }CCH2CH2C{\displaystyle \equiv }CH (hexa-1,5-điyn). Ngoài ra, alkyn còn có thể có cả nối đôi và nối ba trong phân tử. Với tình huống này, ta sử dụng cả hậu tố "en" và "yn", trong đó sau viết liên kết đôi ta sẽ viết liên kết ba. Ví dụ: CH{\displaystyle \equiv }CCH2CH2CH=CH2 (hex-5-en-1-yn), CH{\displaystyle \equiv }C-CH=CH2 (but-3-en-1-yn, vinylacetylen)...

## Tính chất của alkyn

### Tính chất vật lý
Alkyn là một loại hydrocarbon không phân cực (thể hiện ở các liên kết trong alkyn bao gồm CC và CH là những liên kết cộng hóa trị không phân cực) do đó chúng cũng giống như alken, alkan đều không tan trong nước (một loại dung môi phân cực). Bên cạnh đó, alkyn có khối lượng riêng nhẹ hơn nước. Nhìn chung, các alkyn có nhiệt độ nóng chảy, nhiệt độ sôi và khối lượng riêng tăng theo chiều tăng của phân tử khối. Các alkyn thường có nhiệt độ sôi cao hơn và khối lượng riêng lớn hơn các alken tương ứng (cùng số nguyên tử carbon trong phân tử).

| Danh pháp alkyn | Nhiệt độ nóng chảy (oC) | Nhiệt độ sôi (oC) | Khối lượng riêng (g/cm³) ở 20oC |
| --------------- | ----------------------- | ----------------- | ------------------------------- |
| Ethyn           | -82                     | -75               |                                 |
| Propyn          | -101,5                  | -23               |                                 |
| But-1-yn        | -122                    | 8                 |                                 |
| pent-1-yn       | -98                     | 40                | 0,695                           |
| hex-1-yn        | -124                    | 72                | 0,716                           |
| hept-1-yn       | -80                     | 100               | 0,733                           |
| oct-1-yn        | -70                     | 126               | 0,746                           |
| non-1-yn        |                         | 151               | 0,757                           |
| dec-1-yn        |                         | 174               | 0,766                           |

### Tính chất hóa học

#### Phản ứng cộng

##### Phản ứng cộng với hydro (phản ứng hydro hóa)
Khi có mặt chất xúc tác nickel hoặc platin, alkyn tác dụng với hydro sinh ra alken rồi alkan tương ứng. Thí dụ: {\displaystyle {\ce {CH{\displaystyle \equiv }CH->[{H_{2}}][{Ni/Pt}]CH_{2}=CH_{2}->[{H_{2}}][{Ni/Pt}]CH_{3}-CH_{3}}}}.
Tuy nhiên, khi có mặt chất xúc tác là paladi, nhất là có mặt PbCO3 (chì carbonat) hoặc BaSO4 (bari sulfat) thì hoạt tính xúc tác của niken, platin bị giảm đi và phản ứng dừng lại ở alken: {\displaystyle {\ce {CH{\displaystyle \equiv }CH->[{H_{2}}][{Pd/PbCO_{3},t^{o}}]CH_{2}=CH_{2}}}}.
Phản ứng hydro hóa chỉ làm đứt liên kết pi.

##### Phản ứng cộng với halogen (Br2, Cl2)
Alkyn cũng tham gia phản ứng cộng với halogen (như brom, clo...) tạo ra dẫn xuất halogen của hydrocarbon. Tương tự như phản ứng hydro hóa, brom và clo cũng cộng vào alkyn và làm đứt liên kết pi trong phân tử: {\displaystyle {\ce {CH{\displaystyle \equiv }CH->[Br_{2}]CHBr=CHBr->[Br_{2}]CHBr_{2}-CHBr_{2}}}}. Nói chung,alkyn làm mất màu nước chậm hơn alken và giai đoạn sau xảy ra khó khăn hơn so với giai đoạn đầu.

##### Phản ứng cộng với HX và quy tắc Markovnikov
X có thể là gốc hydroxyl (-OH), halide (như bromide, chloride), muối của acid carboxylic (như acetat).

###### Quy tắc Markonikov
Trước khi xét quy tắc phản ứng cộng, ta cần hiểu rõ khái niệm bậc của nguyên carbon (C). Bậc nguyên tử carbon C trong phân tử hydrocarbon được tính bằng số liên kết của nó với các nguyên tử carbon khác, ví dụ: trong phân tử propyn: C(a)H{\displaystyle \equiv }C(b)-C(c)H3, nguyên tử carbon ở vị trí (a) và (c) có bậc carbon là 1 do chúng chỉ liên kết với một carbon khác (ở vị trí (b)) trong khi bậc của nguyên tử C ở vị trí (b) là 2 do nó liên kết với hai carbon khác (ở vị trí (a) và (c). Vậy có thể hiểu nôm na, carbon bậc càng cao thì liên kết với nguyên tử carbon khác (nguyên tử hydro) càng nhiều (ít).
Đối với alkyn mà các carbon tham gia nối ba có cùng bậc cabon (bậc 1) thì sản phẩm phản ứng cộng HX của nó trong nhiều trường hợp tạo ra sản phẩm duy nhất. Ví dụ phản ứng cộng giữa CH{\displaystyle \equiv }CH với HCl chỉ tạo ra một sản phẩm duy nhất là vinyl chloride (CH2=CH-Cl) hay giữa but-2-en (CH3-C{\displaystyle \equiv }C-CH3) thì cũng tạo ra sản phẩm duy nhất là CH3CCl=CHCH3.
Đối với alkyn mà các carbon tham gia vào nối ba có bậc carbon khác nhau thì sẽ tạo ra cùng lúc hai loại sản phẩm là sản phẩm chính và sản phẩm phụ. Để xác định đâu là sản phẩm chính, đâu là sản phẩm phụ ta sử dụng Quy tắc Markovnikov. Theo quy tắc này, trong phản ứng cộng giữa alkyn và HX, proton H sẽ có xu hướng cộng vào carbon bậc thấp (nhiều hydro hơn/ carbon âm hơn) trong khi phần tử tích điện âm X có xu hướng cộng vào carbon bậc cao (liên kết với nhiều carbon hơn/ carbon dương hơn). Ví dụ: xét propyn (C(1)H{\displaystyle \equiv }C(2)-CH3), carbon (1) có bậc 1 trong khi carbon (2) có bậc (2) nên khi tham gia phản ứng cộng với HBr, cation H+ có xu hướng cộng với carbon bậc thấp hơn là carbon C1 (bậc 1) trong khi anion Br- cộng với carbon bậc cao hơn (ở đây là carbon C2), do đó sản phẩm chính sẽ là CH2=CBr-CH3. Thêm ví dụ nữa: phản ứng cộng giữa but-1-yn (CH{\displaystyle \equiv }C-CH2CH3) với acid hydrochloric sẽ tạo ra sản phẩm chính là CH2=CClCH2CH3.
Ngoại trừ HCl, khi bổ sung peroxide (có công thức tổng quát là R - O - O - R', với R, R' có thể là hydrocarbon) thì phản ứng sẽ diễn ra theo nguyên tắc ngược lại quy tắc trên (gọi là quy tắc anti-Markonikov). Ví dụ: phản ứng cộng giữa propyn (CH{\displaystyle \equiv }C-CH3) và HBr (acid hydrobromic), thông thường sản phẩm chính là CH2=CBr-CH3), nhưng khi bổ sung peroxide thì sản phẩm chính sẽ là CHBr-CH-CH3.

###### Phản ứng cộng với halide

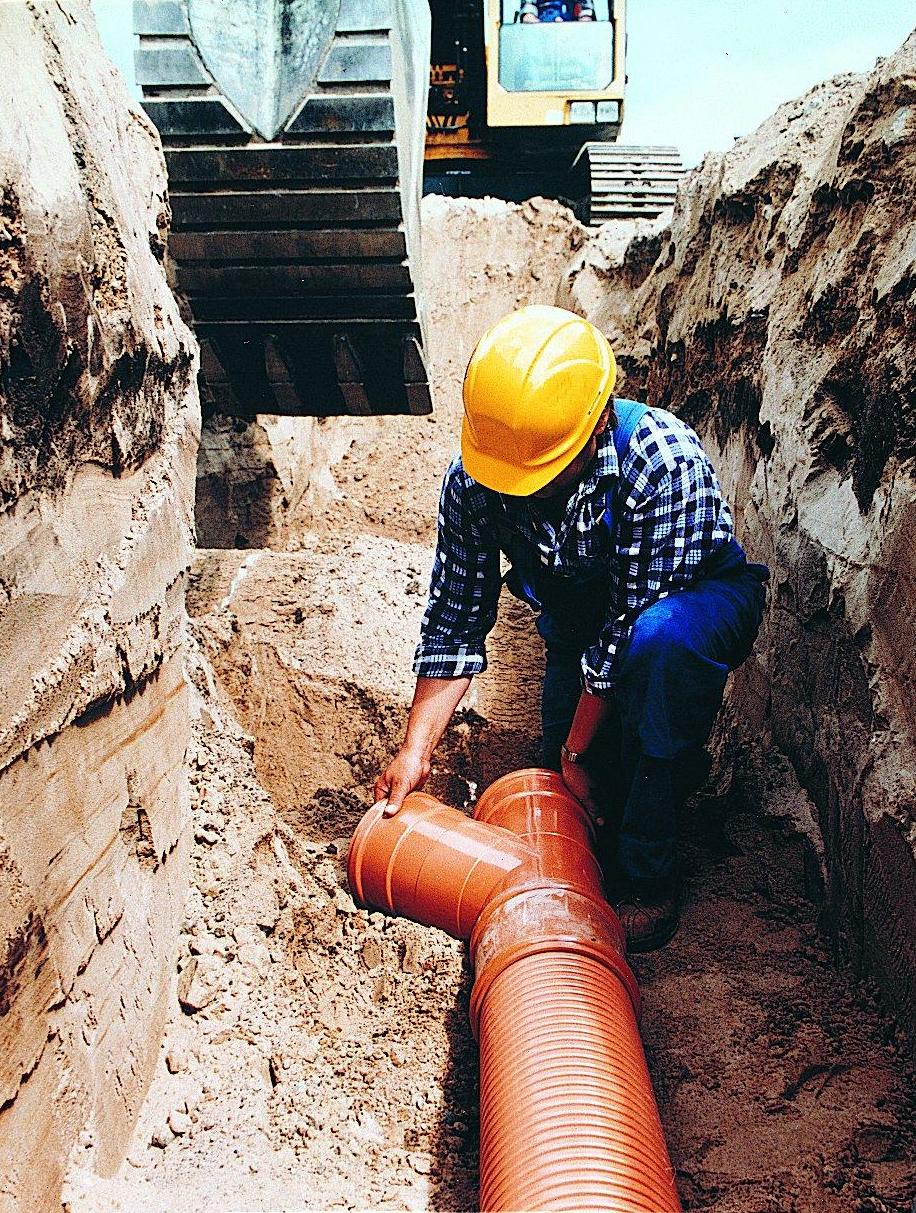
Nhựa PVC (poly(vinyl chloride)) là một loại nhựa tổng hợp phổ biến được sử dụng để làm ống dẫn nước thải vì chi phí thấp, bền. Poly(vinyl chloride) là sản phẩm phản ứng trùng hợp vinyl chloride (CH_{2}=CH-Cl).

Với phản ứng cộng halide cũng xảy ra hai giai đoạn như phản ứng cộng với halogen và giai đoạn sau khó hơn giai đoạn trước. Thí dụ: {\displaystyle {\ce {CH\equiv CH->[{HCl,xt}]CH2=CH-Cl->[{HCl,xt}]CH3-CHCl2}}}. Trong phản ứng trên, acetylen tham gia phản ứng cộng HCl làm đứt một liên kết pi, tạo ra vinyl chloride (CH2=CH-Cl), nếu tiếp tục cho vinyl chloride tiếp tục phản ứng cộng với HCl thì sẽ tạo ra dẫn xuất halogen no CH3CHCl2 (1,1-dichloroethan). Vinyl chloride là hợp chất được ứng dụng trong công nghiệp để tổng sản xuất chất poly(vinyl chloride), thường viết tắt là nhựa PVC. Trong kỹ thuật, để điều chế vinyl chloride, người ta cho hỗn hợp acetylen và acid hydrochloric (HCl) với tỉ lệ thể tích (hoặc số mol) 1: 1 đi qua chất xúc tác HgCl2 ở nhiệt độ từ 150 - 200oC.
Với thuốc tím (KMnO4)
Trong môi trường không acid:  3C2H2 + 8KMnO4 ----> 3KOOC-COOK + 2KOH + 8MnO2 + 2H2O
Trong môi trường có acid H2SO4:   5C2H2 + 8KMnO4 + 12H2SO4 ---> 5(COOH)2 + 4K2SO4 + 8MnSO4 + 12H2O

#### Phản ứng dimer hóa và trimer hóa
2C2H2 → vinyl acetylen (điều kiện: CuCl, 150 độ C)
3C2H2 → C6H6 (điều kiện: than hoạt tính, 600 độ C)

### Phản ứng cháy
CnH2n-2 + {\displaystyle {3n-1 \over 2}}O2 ----> nCO2 + (n-1)H2O
Phản ứng thế với ion kim loại
CH≡CH + 2AgNO3 +2NH3 → CAg≡CAg + 2NH4NO3

## Điều chế

### Trong công nghiệp
Từ methan (CH4)
2 CH4  →  C2H2 + 3 H2

### Trong phòng thí nghiệm
Từ đất đèn (CaC2)
CaC2 + 2 H2O  →  C2H2 + Ca(OH)2